# Auchendinny House

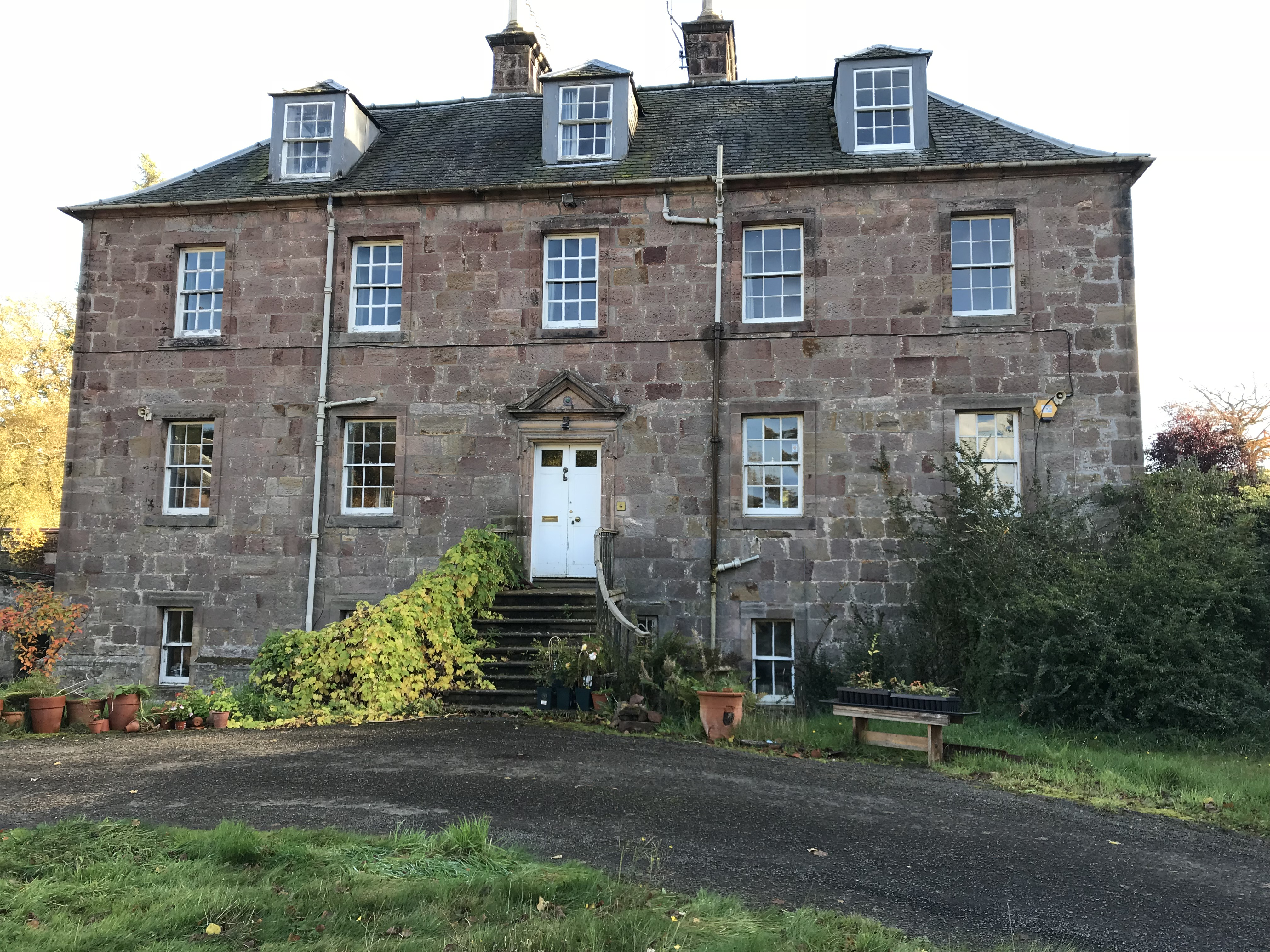
Auchendinny House

Auchendinny House, auch Auchindinny House, ist ein Herrenhaus nahe der schottischen Ortschaft Auchendinny in der Council Area Midlothian. 1971 wurde das Bauwerk in die schottischen Denkmallisten in der höchsten Kategorie A aufgenommen. Es ist nicht zu verwechseln mit Auchendennan House in Argyll and Bute.

## Geschichte
Anhand des Kellergeschosses wird geschlossen, dass Auchendinny House möglicherweise auf den Grundmauern eines Vorgängerbauwerks errichtet wurde. Das heutige Herrenhaus ließ John Inglis aus Lanarkshire, der das Anwesen 1702 erwarb, erbauen. Auchendinny House wurde 1707 fertiggestellt. Für die Planung könnte der schottische Architekt William Bruce verantwortlich zeichnen. Dies geht aus Aufzeichnungen des Schriftstellers Henry Mackenzie hervor, der zwischen 1795 und 1807 das Haus bewohnte. Später lebte der Reformer Archibald Fletcher in Auchendinny House. Er verstarb dort im Jahre 1828.

## Beschreibung
Das klassizistische Herrenhaus liegt jeweils rund 600 Meter südlich von Auchendinny und nordöstlich von Penicuik unweit des North Esk. Die nordwestexponierte Frontseite des zweistöckigen Corps de Logis ist fünf Achsen weit. Das mittige, zweiflüglige Eingangsportal ist über eine Vortreppe zugänglich. Es wird von einem Dreiecksgiebel bekrönt. Zwei längliche Pavillons sind dem Corps de Logis vorgelagert. Sie schließen mit schiefergedeckten Walmdächern ab. An der sieben Achsen weiten Gebäuderückseite tritt das mittlere, drei Achsen weite Element hervor. Mittig ist eine zweiflüglige Türe mit Glaselementen und länglichem Kämpferfenster eingelassen. Darüber wurde ein Drillingsfenster verbaut.